# Manes
Manes waren de schimmen van de afgestorvenen in de Romeinse godsdienst. Hun naam betekent eigenlijk "de reinen", "de lichten", "de goeden". Men dacht zich hen in als geesten, ontdaan van het lichaam, dat zij op aarde hadden gedragen en onsterfelijk evenals de goden. Vandaar de reeds zeer oude en op grafschriften zeer dikwijls voorkomende uitdrukking Divi Manes en Dii Manes ((ver)goddelijke schimmen).
Hun woonplaats is in de diepte van de aarde. Slechts op bepaalde tijden komen zij daaruit tevoorschijn, en dan alleen nog ’s nachts. Dan zwerven zij op de aarde rond, maar hoger dan de aarde verheffen zij zich nooit. Zeer dikwijls wordt de uitdrukking Dii Manes gebruikt voor de onderwereld en het rijk van de geesten in het algemeen. Hun moeder, de aarde, droeg dan ook soms de naam van Mania. In de taal van de Augures (de door de staat aangestelde wichelaars, die uit tekenen aan de hemel gezien en uit de vlucht van de vogels de toekomst voorspelden of het verborgene openbaarden) was de naam van Manes van gelijke betekenis als die van "goden". Aan de beide woorden "Manes" en "Divi" ligt trouwens dezelfde betekenis van reinheid en goedheid ten grondslag. Men offerde aan de Manes op de dodenfeesten, vooral op de Feralia. Men bracht hun allerlei spijzen en verschillende gaven, die toonden, dat hun aandenken bij de levenden niet in vergetelheid was geraakt. Van de tijd van Aeneas, die zijn gestorven vader zulke offers zou hebben gebracht, leidde men deze eredienst af. Een kleine gift, een krans, een handvol zout of koren, wijn met daarin gebrokkeld brood, of jonge viooltjes, de eerste gift van de lente, waren voldoende om de Manes tot rust te brengen. Men legde die in een dakpan of een scherf, plaatste deze midden op een weg en sprak daarbij een gebed uit voor hun zielen.
Eens in een lange oorlog had men hen vergeten. Toen kwam er een grote sterfte over de stad; de schimmen kwamen in de nacht uit hun graven tevoorschijn en huilden en weeklaagden door de straten van de stad en zij kwamen pas tot rust, toen men hun de hun verschuldigde eer had teruggegeven. Ook de sterfte hield toen dadelijk op.
Gedurende de dagen, waarop de Feralia gevierd werden, mocht men alleen aan de doden, aan de Manes, denken. Alleen op hun graven mocht men de fakkels hun schijnsels laten werpen. De eredienst van alle goden, die niet in rechtstreeks verband stonden tot het dodenrijk, tot de onderwereld, stond stil. Hun tempels waren zelfs gesloten.